# IC 1779
IC 1779 ist eine Elliptische Galaxie vom Hubble-Typ E3 im Sternbild Fische auf der Ekliptik. Sie ist schätzungsweise 430 Millionen Lichtjahre von der Milchstraße entfernt und hat einen Durchmesser von etwa 50.000 Lj.
Das Objekt wurde am 20. November 1903 von Stéphane Javelle entdeckt.